# Wakacje (serial telewizyjny)
Wakacje – czteroodcinkowy serial młodzieżowy produkcji polskiej wyprodukowany w 1976 roku. Scenariusz serialu powstał na podstawie powieści Jerzego Putramenta pod tym samym tytułem. Serial został wyreżyserowany przez Anette Olsen.

## Opis fabuły
Akcja serialu rozgrywa się w latach 50. w większości w plenerach jezior mazurskich. Opowiada o przygodach czterech przyjaciół: Andrzeja, Zdzisława, Wojciecha i Edwarda, którzy wyruszają na wyprawę wakacyjną na Mazury.

## Spis odcinków
1. Nas czterech
2. Tajemnice "Atalanty"
3. Wszystkie drogi prowadzą do Gorzyjałek
4. Znowu razem

## Obsada
- Jacek Otffinowski jako Andrzej Bielawski "Kropa"
- Michał Juszczakiewicz jako Zdzisiek Rudawski
- Jacek Kęcik jako Edek Kucykiewicz "Kucyk"
- Mariusz Pujszo jako Wojtek Bień
- Henryk Talar jako Andrzej Balbiński, kapitan MO
- Barbara Karczewska jako Lucyna Pawłowska
- Celina Mencner jako leśniczyna Frankowiakowa
- Jadwiga Kuryluk jako babcia Andrzeja
- Józef Kalita jako trener Zdziśka
- Krzysztof Majchrzak jako bramkarz Rysiek
- Marian Krawczyk jako Rychlik, dyrektor w Lecku
- Jolanta Lothe jako Nelly Sykusowa, żona kierownika PGR w Gorzyjałkach
- Szymon Pawlicki jako Kazimierz Sykus, kierownik PGR w Gorzyjałkach
- Tomasz Zaliwski jako Podsiadło
- Roman Szmar jako Maciej
- Witolda Czerniawska jako Agnieszka, żona Macieja
- Eugeniusz Priwieziencew jako "Pirat"
- Waldemar Potentas jako "Pirat"
- Iwona Wysocka jako "Pirat"
- Barbara Paciorek jako "Pirat"
- Arkadiusz Bazak jako Niemiec
- Grzegorz Warchoł jako kierownik obozu lekarzy
- Jerzy Duszyński jako adiunkt, uczestnik obozu lekarzy
- Ewa Szykulska jako uczestniczka obozu lekarzy
- Kazimiera Utrata jako uczestniczka obozu lekarzy
- Witold Skaruch jako uczestnik obozu lekarzy
- Juliusz Berger jako uczestnik obozu lekarzy
- Krzysztof Kowalewski jako uczestnik obozu lekarzy
- Sylwester Przedwojewski jako uczestnik obozu lekarzy
- Kazimierz Mazur jako student w pociągu
- Lech Sołuba jako malarz z ASP
- Stefan Kąkol jako Zygmunt, księgowy obozu lekarzy
- Roman Kosierkiewicz jako urzędnik we śnie Andrzeja
- Andrzej Szajewski jako Niemiec
- Robert Jarocki,
- Magdalena Kumor,
- Jan Prochyra

i inni